# Hellraiser III
Hellraiser III, auch unter dem Verweistitel Hellraiser 3: Hell on Earth bekannt, ist die zweite Fortsetzung des Horrorfilms Hellraiser – Das Tor zur Hölle und kam 1992 in die Kinos. Regie führte Anthony Hickox; die Hauptrolle übernahm Terry Farrell, die später als Jadzia Dax in der Serie Deep Space Nine bekannt wurde. Am 11. September 1992 brachte Miramax als Verleihpartner mit der Tochtergesellschaft Dimension den von Fifth Avenue Entertainment produzierten Horrorfilm in die amerikanischen Kinos.

## Handlung
Die ehrgeizige Fernsehjournalistin Joey Summerskill hat den Auftrag, live aus der Notaufnahme eines New Yorker Krankenhauses zu berichten. Doch in dieser Nacht tut sich dort nichts, weshalb Kameramann „Doc“ vom Sender kontaktiert und in einen anderen Teil der Stadt geschickt wird. Gerade als auch Joey das düstere Krankenhaus verlassen will, wird ein schwer verletzter Mann in die Notaufnahme gebracht. Ketten ragen aus seinem Körper heraus, sie sind mit Haken in seinem Fleisch verankert. Die Ketten entwickeln ein übernatürliches Eigenleben und reißen den Verletzten in Stücke. Eine verängstigte junge Frau namens Terri hatte den Mann ins Krankenhaus begleitet. Joey erfährt von ihr, dass er verletzt in der Nähe des Nachtclubs „The Boiler Room“ aufgefunden wurde. Später überlässt Terri der Journalistin einen geheimnisvollen Würfel, der mit dem Tod des Mannes in Zusammenhang stehen soll.
JP Monroe, junger machohafter Eigentümer des Boiler Rooms, erwirbt in der Kunstgalerie Pyramid Gallery eine wuchtige, bizarre Skulptur, ohne zu ahnen, dass sich in dieser patinabesetzten Säule der Seelen die Manifestation eines Dämons – des Zenobiten Pinhead – befindet. Monroe stellt den grotesken Monolithen in seiner Wohnung auf. Als sich eine junge blonde Frau, mit der er zuvor Sex hatte, neben die Skulptur stellt, wird sie gehäutet und komplett in die graue Skulptur gesogen. Der Zenobit Pinhead erwacht zu neuem Leben, ist aber noch zu schwach, um die Statue zu verlassen. Als der anfänglich schockierte JP Monroe mit einer Pistole mehrmals auf Pinhead schießt, stellt er fest, dass irdische Gewehrkugeln den bösartigen Nagelkopf nicht verwunden können. Deshalb willigt er in eine Abmachung des seelenjagenden Pinhead ein, weitere Opfer für ihn zu beschaffen. JP Monroe lockt hierzu das obdachlose Mädchen Terri in seine Wohnung, wird während des Kampfes jedoch von ihr mit einem Schlagring bewusstlos geschlagen. Terri fällt ebenfalls auf die verlogenen Versprechungen des Dämons herein – sie opfert ihm JP Monroe. Der Zenobit ist nun frei, er erscheint im Nachtclub, verriegelt alle Türen und tötet die in Panik geratenen Besucher, die er wie von Geisterhand mit seinen meterlangen Eisenketten und spitzen Widerhaken malträtiert, wobei die Ketten in diesem Blutbad quer durch den Musikclub fliegen.
Seit geraumer Zeit leidet Joey, die TV-Reporterin, im Schlaf regelmäßig unter Alpträumen, in denen sie hilflos ansehen muss, wie ihr Vater, den sie nie persönlich kennengelernt hat, im Vietnamkrieg stirbt. Eines Nachts betritt sie eine Traumdimension, in der sie einem Schützengraben voller toter Soldaten entsteigt und dem britischen Captain Elliot Spencer begegnet. Der ehemalige Soldat, der im Ersten Weltkrieg an der Front diente, gibt sich ihr gegenüber als wohlwollender Geist zu erkennen. Er berichtet, dass er jahrzehntelang der Zenobit Pinhead gewesen sei, ohne sich dabei jemals an seine vorherige menschliche Vergangenheit zu erinnern. Der jetzige Pinhead sei eine Abspaltung von ihm selbst. Joey soll den Dämon mithilfe des Würfels in die Traumdimension locken, damit Captain Spencer dem Schrecken ein Ende bereiten kann.
Als Joey erwacht, ist ihr Fernsehgerät eingeschaltet, es läuft ein Bericht über das Massaker im Boiler Room. Sie ruft ihren Kameramann „Doc“ an, um sich mit ihm an dem Ort des Geschehens zu treffen. Doch die TV-Sendung war ein Fake, inszeniert von Pinhead selbst. Als Joey den Nachtclub erreicht, sind weder Hilfskräfte noch Medien vor Ort. Zwischen all den Leichen, unter denen in einer Ecke ihr enthaupteter Kameramann liegt, erscheint der Pinhead, er fordert den Würfel von Joey. Sie flüchtet und wird von Pinhead und von schauerlichen Monstern verfolgt, den neu geschaffenen Zenobiten, zu denen Terri, JP Monroe und ihr Kameramann „Doc“ gehören, die als boshafte Reinkarnationen von den Toten wieder auferstanden sind. Als untoter Wiedergänger schließt sich der Boiler-Room-Discjockey, der seine Gegner mit messerscharfen CDs bewirft, den Zenobiten an. In den nächtlichen Straßen von New York City bricht durch den Einfluss der unheilvollen Zenobiten plötzlich die Hölle los, Gullydeckel explodieren aus dem Asphalt und Autos gehen in Flammen auf. Ein herbeieilendes Polizeikommando kann die Dämonen nicht aufhalten, und selbst in einer Kirche findet Joey keinen Schutz. Als Pinhead das Gotteshaus betritt, zerbersten die blau-roten Kirchenfenster. Hinter dem Altar stehend zieht sich Pinhead zwei lange Nägel aus seinem bleichen Schädel und bohrt sich diese selbst in seine Handflächen, ähnlich wie die Wundmale von Jesus Christus. Dazu verkündet Pinhead, wie bei einem satanischen Ritual, schallend lachend und mit ausgebreiteten Armen: „Ich bin der Weg.“ Den erzürnten Priester der Kirche zwingt Pinhead, ein Stück Fleisch und Blut aus seiner Brust zu essen. Und die fürchterliche Nagelfratze erklärt: „Ich werde diejenigen unter euch selig machen, die zu mir kommen.“
Auf einer Baustelle wird die flüchtende Joey schließlich von den Zenobiten umzingelt. Sie versetzt sich in die Traumdimension, in der auf einer sonnigen Wiese bereits ihr Vater auf sie wartet. Sie gibt ihm den golden verzierten Zauberwürfel. Bis Joey erkennt, in eine Falle geraten zu sein – denn Pinhead war es, der selbst im träumerischen Bewusstsein der Frau sein Unwesen treiben kann und sich in Verwandlung als ihr Vater ausgegeben hat. Daraufhin lockt sie den Dämon auf die Traumebene des Captain Elliot Spencer. Spencer verschmilzt mit Pinhead und Joey gelingt es, an den Würfel zu gelangen. Dieser verwandelt sich in eine Art Messer, mit dem sie auf das Pinhead-Spencer-Wesen einsticht. Das Wesen wird daraufhin zum Schemen und verschwindet im Würfel, woraufhin das Gleichgewicht zwischen Gut und Böse wiederhergestellt ist.
Joey ist plötzlich wieder auf der Baustelle. Der Pinhead und die anderen Zenobiten sind tatsächlich verschwunden. Sie taucht den Würfel tief in ein noch flüssiges Betonfundament ein, offensichtlich in der Hoffnung, dass der magische Gegenstand dort für immer unzugänglich sein wird.
In der Schlussszene ist das Gebäude zu sehen, welches auf dem Fundament errichtet wurde. Es gleicht in erschreckender Weise von der Architektur her den Strukturen des geheimnisvollen Würfels.

## Synchronisation
Der Film wurde seinerzeit an einigen Stellen gekürzt. Diese Schnitte wurden erst 2017 rückgängig gemacht und im Hamburger CSC-Studio synchronisiert. Die neuen Dialoge wurden von Gerd Naumann verfasst, der auch die Dialogregie innehatte.
| Rolle                                   | Darsteller        | Synchronsprecher                                     |
| --------------------------------------- | ----------------- | ---------------------------------------------------- |
| Joanne „Joey“ Summerskill               | Terry Farrell     | Marion von Stengel                                   |
| J.P. Monroe                             | Kevin Bernhardt   | Nicolas König Nachsynchro: Tino Kießling             |
| Pinhead                                 | Doug Bradley      | Rüdiger Schulzki Nach- und Neusynchro: Helmut Krauss |
| Captain Elliot Spencer                  | Doug Bradley      | Eberhard Haar                                        |
| Daniel „Doc“ Fisher/Camerahead Cenobite | Ken Carpenter     | Erik Schäffler                                       |
| DJ                                      | Brent Bolthouse   | Nachsynchro: Henning Nöhren                          |
| Joeys Vater                             | Peter G. Boynton  | Hartmut Rüting Nachsynchro: Kai Henrik Möller        |
| Priester                                | Clayton Hill      | Lothar Grützner                                      |
| Brad                                    | Philip Hyland     | Stefan Brönneke                                      |
| Sandy                                   | Aimée Leigh       | Daniela Reidies                                      |
| Bum                                     | Lawrence Mortorff | Hartmut Rüting                                       |

## Soundtrack
Der Soundtrack zum Film wurde 1992 bei dem Label Victory veröffentlicht und enthält 12 Songs, die im Film gespielt werden, darunter den von der britischen Hard-Rock-Band Motörhead gespielten Titelsong Hellraiser. In dem Videoclip zu dem Song, gedreht unter Federführung von Clive Barker, spielt Lemmy Kilmister, der Sänger und Bassist von Motörhead, an einem roten Tisch Poker gegen die Filmfigur Pinhead. Komponiert wurde das Stück Hellraiser von Ozzy Osbourne, Zakk Wylde und Lemmy Kilmister. Erstmals veröffentlicht wurde der Song 1991 auf dem Ozzy-Osbourne-Album No More Tears. Ferner befindet sich der Song zudem auf dem 1992 erschienenen Album March ör Die von Motörhead. Die einzelnen Soundtrack-Titel sind:
1. Motörhead – Hellraiser – 04:32
2. Ten Inch Men – Go With Me – 03:23
3. Material Issue – What Girls Want – 03:56
4. Electric Love Hogs – I Feel Like Steve – 05:03
5. Triumph – Troublemaker – 04:06
6. KMFDM – Ooh La La – 04:01
7. Tin Machine – Baby Universal – 3:17
8. The Soup Dragons – Divine Thing – 3:51
9. House of Lords – Down, Down, Down – 4:49
10. Motörhead – Hell On Earth – 3:59
11. Chainsaw Kittens – Waltzing With A Jaguar – 2:38

## Resonanz und Auszeichnungen
Der Film spielte in den USA mit 12.534.961 US-Dollar etwas mehr als der zweite Teil der Reihe ein. Die Europapremiere des Films fand in Frankfurt am Main im Kino Harmonie im Rahmen des dortigen Fantasy-Film-Festes statt. Die Indizierung des Films in Deutschland wurde im Dezember 2016 aufgehoben.
Der Film gewann den Pegasus Audience Award für den Regisseur Anthony Hickox 1993. Zudem wurde er für einige Preise nominiert, u. a. für den Saturn Award in den Kategorien Best Horror Film und Best Make-Up.

## Kritik
„Dritter Teil des ‘Hellraiser’-Zyklus, nun ins Neon-Glitzerlicht verlegt, was der Gewalttätigkeit allerdings keinen Abbruch tut.“

## Hintergrund
- Die Dreharbeiten fanden in der Stadt High Point im US-Bundesstaat North Carolina statt. Die Kulissen für den fiktiven Musikclub The Boiler Room wurden in einer Möbelfabrik errichtet.[6]
- Als Schauspieler stellten die Dreharbeiten für Hellraiser III für Doug Bradley die erste Arbeitserfahrung in den Vereinigten Staaten dar.
- Da die Produktionsfirma New World Pictures, die für die ersten beiden Hellraiser-Filme verantwortlich gewesen war und die Rechte an dem Stoff besaß, 1990 Konkurs anmeldete, musste sich Produzent Lawrence „Larry“ Kuppin zuerst die Rechte an Hellraiser sichern, bevor mit den Dreharbeiten für Teil 3 begonnen werden konnte.[7]
- Für seine in der Horrorkomödie Spaceshift (Originaltitel: Waxwork II: Lost in Time) erbrachte Leistung als Filmemacher erhielt der Regisseur Anthony Hickox den Auftrag, den dritten Teil von Hellraiser zu realisieren.[6]
- Noch vor Veröffentlichung des zweiten Hellraiser-Films Hellbound – Hellraiser II fanden erste Gespräche mit dem Schöpfer Clive Barker und dem Produzenten Christopher Figg über eine dritte Fortsetzung statt. Für weitere Hellraiser-Filme sah Clive Barker vor, inhaltlich den Fokus auf den Charakter der Königin des Bösen Julia Cotton zu legen, jedoch lehnte die Schauspielerin Clare Higgins ab, die Rolle der Julia Cotton in einem dritten Film erneut zu übernehmen. Andere verworfene Ideen schlossen eine Geschichte ein, die im altertümlichen Ägypten spielen sollte, mit einer Pyramide als architektonische Materialisierung der sagenumwobenen Lament Configuration aus den ersten beiden Teilen.[7] Anschließend war der urhebende Schöpfer Clive Barker bis zur Postproduktion des dritten Teils nicht weiter im kreativen Arbeitsprozess involviert.
- Für die Dreharbeiten zur Szene, in der Pinhead sein Unwesen in einer Kirche treibt, wollte das Film-Team eine echte Kirche aufsuchen. Als jedoch die dortigen Vikare vorab das Drehbuch zu lesen bekamen, lehnten alle angefragten Kirchenvertreter es unisono ab, in ihren heiligen Gemäuern einen Horrorfilm entstehen zu lassen, der unverhohlen mit satanischen Elementen kokettiert.[6]
- Die Heavy-Metal-Band Armored Saint hat einen kurzen Gastauftritt, in einer Szene im rauschend feiernden Musikclub The Boiler Room spielt die Gruppe ihren Song Hanging Judge, der sich auf dem Album Symbol of Salvation von 1991 befindet.
- In der Traum-Szene, in der sich der Vater der TV-Reporterin Joey Summerskill im fließenden Übergang in die Schreckgestalt Pinhead verwandelt, setzt die Handlung ein Morphing als Spezialeffekt ein. Zum Zeitpunkt der Entstehung des Horrorfilms etablierte sich die damals innovative Technik des Morphings in der Filmbranche als Gestaltungsmittel. Dazu bei trug etwa der Videoclip des Michael-Jackson-Songs Black or White von 1991.[6]
- Innerhalb von drei Wochen verfasste der Komponist Randy Miller ergänzend zum Hard’n'Heavy-Soundtrack ein klassisches Orchesterwerk für die Filmmusik, eingespielt von dem russischen Ensemble The Symphony Orchestra and Choir of Mosfilm Studios unter Leitung von Dirigent Sergei Scripka.
- Im Film spielt der Drehbuchautor Peter Atkins eine kleine Nebenrolle als Barkeeper im Musikclub The Boiler Room. Außerdem mimt Atkins, der während der Dreharbeiten seine spätere Ehefrau kennenlernte, einen der neuen Zenobiten mit um den Kopf gewickeltem Stacheldraht namens Barb Wire Head, der Feuer spucken kann.[8] Regisseur Anthony Hickox selbst spielt für einige Augenblicke einen fallenden Soldaten im Vietnamkrieg während der Alptraum-Szene von Joey Summerskill, gespielt von Schauspielerin Terry Farrell.